# Jaime
Jaime ist ein Vorname.

## Herkunft und Bedeutung
Jaime ist im Spanischen und Portugiesischen ein männlicher Vorname, im Englischen hingegen ein sowohl männlicher wie weiblicher Vorname. Die Aussprache in den beiden Sprachkreisen unterscheidet sich erheblich.
Dem männlichen Vornamen entspricht im Deutschen der Name Jakob. Jaime tritt auch als Kurzform für James sowie in der weiblichen wie in der männlichen Form als alternative Schreibweise des Namens Jamie auf.
Die katalanische Form des Namens ist Jaume.

## Verbreitung
Der männliche Name Jaime kommt in Deutschland seit 1930 jährlich vor, er ist aber nicht sonderlich populär. In den 1930er Jahren befand er sich in der Liste der populären Namen. Von 2010 bis 2022 wurde der Name rund 130 Mal vergeben. In der Schweiz setzte die regelmäßige Vergabe in den 1940er Jahren ein, von 1930 bis 2022 wurde er etwa 810 Mal bei der Namenswahl berücksichtigt.
Seit Mitte der 1950er Jahre ist der Name auch in den Niederlanden vertreten, er wurde von 1956 bis 2022 circa 460 Mal vergeben. In Frankreich ist der Name seit 1930 fast jedes Jahr in der Namensgebung anzutreffen. Insgesamt von 1930 bis 2022 etwa 860 Mal. Seit 2022 befindet sich Jaime in Spanien in den Top 100, seine beste Platzierung erreichte er im Jahr 2002 mit dem 30. Platz. Im Jahr 2022 belegte der Name den 43. Platz. In Portugal zählt er seit 2011 zu den Top 100 Jungennamen.
Jaime wird in den USA seit Anfang der 1940er bis heute alljährlich vergeben, jedoch ist er nur mäßig beliebt. Jedes Jahr kommt der Name in Kanada seit 1980 und in England seit 1996 vor. Dahingegen wird er in Österreich, Belgien, Irland und Nordirland nur selten gewählt.
In Brasilien war der Name zwischen den 1930er Jahren und 1960er Jahren in den Top 100 anzutreffen, seitdem ist seine Beliebtheit rückläufig.
In den skandinavischen Ländern Dänemark, Norwegen und Schweden kommt der Vorname als männliche und weibliche Form vor, jedoch eher selten. Als Ausnahme gilt die Vergabe in Schweden an Jungen, diese findet dort viel häufiger als in den Nachbarländern statt.
Als weiblicher Name wird Jaime in Australien, Kanada, England, Neuseeland und den USA vergeben. Mitte der 1970er Jahre wurde der Mädchenname in den USA plötzlich sehr populär, er erreichte den Höhepunkt seiner Beliebtheit im Jahr 1976 mit dem 29. Platz, danach ging seine Popularität stetig zurück.

## Namensträger

### Männlicher Vorname
- Jaime Alguersuari (* 1990), spanischer Automobilrennfahrer
- Jaime Jesús Balcázar (* 1934), spanischer Filmregisseur und Drehbuchautor
- Jaime Bayly (* 1965), peruanischer Fernsehmoderator und Schriftsteller
- Jaime Belmonte (1934–2009), mexikanischer Fußballspieler
- Jaime Bermúdez (* 1966), kolumbianischer Diplomat und Politiker
- Jaime Gil de Biedma (1929–1990), spanischer Dichter
- Jaime de Borbón (1870–1931), Herzog von Madrid und Anjou
- Jaime de Borbón (1908–1975), Herzog von Anjou und Segovia
- Jaime Celestino Dias Bragança (* 1983), portugiesischer Fußballspieler
- Jaime Brocal Remohi (1936–2002), spanischer Comiczeichner
- Jaime Correa (Leichtathlet), chilenischer Leichtathlet
- Jaime Correa (Architekt) (* 1957), kolumbianischer Architekt, Stadtplaner und Hochschullehrer
- Jaime Correa (Fußballspieler) (* 1979), mexikanischer Fußballspieler
- Jaime Cortesão (1884–1960), portugiesischer Arzt, Politiker, Historiker und Autor
- Jaime Krsto Ferkic (* 1989), deutsch-kroatischer Schauspieler
- Jaime Gama (* 1947), portugiesischer Politiker
- Jaime Gómez (Fußballspieler) (1929–2008), mexikanischer Fußballtorwart
- Jaime Luis Gomez, eigentlicher Name von Taboo (Rapper) (* 1975), US-amerikanischer Rapper
- Jaimé P. Gomez (* 1965), US-amerikanischer Schauspieler
- Jaime Hernandez (* 1959), US-amerikanischer Comiczeichner
- Jaime Hurtado (1937–1999), ecuadorianischer Politiker
- Jaime Lazcano (1909–1983), spanischer Fußballspieler
- Jaime Lorente (* 1991), spanischer Schauspieler
- Jaime Lozano (* 1978), mexikanischer Fußballspieler
- Jaime Lusinchi (1924–2014), venezolanischer Politiker
- Jaime de Marichalar (* 1963), spanischer Herzog
- Jaime Mayor Oreja (* 1951), spanischer Politiker
- Jaime Meline, bürgerlicher Name von El-P (* 1975), US-amerikanischer Rapper
- Jaime Milans del Bosch (1915–1997), spanischer Generalleutnant
- Jaime de Mora y Aragón (1925–1995), spanischer Schauspieler und Geschäftsmann, bekannt als Don Jaime
- Jaime Moreno (Fußballspieler, 1974) (Jaime Moreno Morales, * 1974), bolivianischer Fußballspieler
- Jaime Moreno (Fußballspieler, 1995) (Jaime José Moreno Ciorciari, * 1995), nicaraguanischer Fußballspieler
- Jaime Oncins (* 1970), brasilianischer Tennisspieler
- Jaime Ortega (1936–2019), kubanischer Geistlicher, Erzbischof von Havanna und Kardinal

- Jaime Ortiz Lajous (1932–2017), mexikanischer Architekt
- Jaime Ortiz Monasterio (1928–2001), mexikanischer Architekt
- Jaime Pacheco (* 1958), portugiesischer Fußballspieler und -trainer
- Jaime Padrós (1926–2007), katalanischer Pianist und Komponist
- Jaime Prieto Amaya (1941–2010), kolumbianischer Geistlicher, Bischof von Cúcuta
- Jaime Ramírez (Fußballspieler, 1931) (Jaime Ramírez Banda; 1931–2003), chilenischer Fußballspieler
- Jaime Ramírez (Fußballspieler, 1967) (Jaime Patricio Ramírez Manríquez; * 1967), chilenischer Fußballspieler
- Jaime Ramírez (Radsportler) (* 1989), kolumbianischer Radrennfahrer
- Jaime Robb (* 1984), kanadischer Biathlet
- Jaime Roldós (1940–1981), ecuadorianischer Rechtsanwalt, Hochschullehrer und Politiker
- Jaime Sabartés (1881–1968), spanischer Bildhauer, Dichter und Schriftsteller
- Jaime Sánchez Fernández (* 1973), spanischer Fußballspieler
- Jaime Sarlanga (1916–1966), argentinischer Fußballspieler und -trainer
- Jaime Semprun (1947–2010), französischer Essayist
- Jaime Silva (Politiker) (* 1954), portugiesischer Politiker
- Jaime Staples (* 1991), kanadischer Pokerspieler
- Jaime Lachica Sin (1928–2005), philippinischer Geistlicher, Erzbischof von Manila
- Jaime Valdés (* 1981), chilenischer Fußballspieler
- Jaime Yzaga (* 1967), peruanischer Tennisspieler
- Jaime de Zudáñez (1772–1832), bolivianischer Politiker und Unabhängigkeitskämpfer

### Weiblicher Vorname
- Jaime Bergman (* 1975), US-amerikanisches Model und Schauspielerin
- Jaime Hammer (* 1982), US-amerikanisches Fotomodell
- Jaime King (* 1979), US-amerikanische Schauspielerin
- Jaime Lee Kirchner (* 1981), US-amerikanische Schauspielerin
- Jaime Ray Newman (* 1978), US-amerikanische Schauspielerin
- Jaime Pressly (* 1977), US-amerikanische Schauspielerin

### Familienname
- Adolphe Jaime (1825–1901), französischer Dramatiker und Librettist
- Aguinaldo Jaime (* 1956), angolanischer Wirtschaftsmanager und Politiker (MPLA)
- Alfredo Gómez Jaime (1878–1946), kolumbianischer Lyriker
- Julio Jaime (* 1917), uruguayischer Leichtathlet
- Natalia Jaime (* 1977), argentinische Tangosängerin, siehe Victoria Morán (Musikerin)
- Sebastián Jaime (* 1989), argentinischer Fußballspieler